# عالي القرشي
عالي سرحان القرشي (1371 - 1445هـ / 1952م - 14 نوفبر 2023م) ناقد وباحث سعودي، ولد في الطائف، وهو أحد أبرز الوجوه الثقافية والأكاديمية في السعودية، صدرت له مجموعة من المؤلفات في النقد الأدبي من بينها كتاب (رحلة الذات في فضاء النص الشعري القديم)، وكتاب (تحولات الرواية في المملكة العربية السعودية) الحاصل على جائزة وزارة الثقافة والإعلام للكتاب لعام 1434هـ (2014).

## التعليم
- حاصل على درجة البكالوريوس من جامعة أم القرى عام 1402هـ، وعنوان رسالته (المبالغة في البلاغة العربية: تاريخها وصورها).
- حاصل على درجة الدكتوراه من جامعة أم القرى عام 1410هـ، وكان عنوان رسالته (الصورة الشعرية في شعر بشر بن أبي خازم الأسدي).[7]

## العمل
- أستاذ الأدب والنقد في جامعة الطائف.
- أمين جائزة الشاعر محمد الثبيتي للإبداع 2014.[8]
- عمل عضواً في مجلس إدارة النادي الأدبي بمحافظة الطائف منذ تشكيله حتى عام 1430هـ.
- عمل رئيساً للجنة الثقافية بجمعية الثقافة والفنون فرع الجمعية بالطائف، ومشرفاً على منتدى عكاظ بها ما بين عامي 1421ـ 1427هـ.
- عمل رئيساً لتحرير دورية (مجاز) التي تصدر عن نادي الطائف منذ عام 1431هـ.
- عمل عضواً في هيئة تحرير دورية (سوق عكاظ) التي كانت تصدر عن نادي الطائف.
- يكتب زاوية (الكتابة والحكاية) الأسبوعية في جريدة الرياض.[9]

## المؤلفات
1. (المبالغة في البلاغة العربية) صدر عن نادي الطائف الأدبي عام 1406هـ.
2. (أنت واللغة) صدر عن نادي الطائف الأدبي عام 1412هـ.
3. (طاقات الإبداع) صدر عن نادي جدة الأدبي عام 1414هـ.
4. (الرؤية الإنسانية في حركة اللغة) صدر عن سلسلة كتاب الرياض عام 1417هـ.
5. (شخصية الطائف الشعرية) صدر عن دار جداول عام 2016.[10]
6. (رحلة الذات في فضاء النص الشعري القديم) صدر عن نادي المدينة المنورة عام 1421هـ.
7. (نص المرأة) صدر عن دار المدى عام 2002م.
8. (حكي اللغة ونص الكتابة) صدر عن سلسلة كتاب الرياض عام 2003م.[11]
9. (أسئلة القصيدة الجديدة) صدر عن نادي الطائف الأدبي عام 2003م.[12]
10. (عكاظ وحي الإبداع وتجليات الوعي) [بالاشتراك مع الدكتور عاطف بهجات] صدر عن نادي الطائف الأدبي عام 2007م.[13]
11. (تحولات النقد وحركية النص) صدر عن نادي حائل الأدبي بالتعاون مع دار الانتشار العربي عام 2009م.[14]
12. (تحولات الرواية في المملكة العربية السعودية) صدر عام 2013،[15] وحصل هذا الكتاب على جائزة وزارة الثقافة والإعلام للكتاب لعام 1434هـ (2014). ورصد القرشي في الكتاب «العديد من التحولات الروائية محلياً، كما رصد واقع الرواية عند الجيل الأول من الروائيين، وصولا إلى تتبع للعديد من التحولات الروائية في مشهدنا المحلي عبر عدة روايات اتخذها نماذج لدراسة ما ناقشه في كتابه من تحولات».[16]
13. (المنتديات الثقافية في منطقة مكة المكرمة) صدر عام 2021م
14. (الأعمال الكاملة) صدرت عن نادي الطائف الأدبي عام 2021م.[17]

## تكريم
- كرمته جمعية الثقافة والفنون بالطائف بعد فوز كتابه (تحولات الرواية في المملكة العربية السعودية) بجائزة وزارة الثقافة والإعلام 2014.[18]
- حصل على شهادة التميز من جامعة الطائف في العام الجامعي 1428/1429هـ.

## الوفاة
توفي الثلاثاء 14 نوفبر 2023م / 30 ربيع الآخر 1445هـ في القاهرة عن عمر ناهز الحادية والسبعين.